# Gevlekte gaasvlieg
De gevlekte gaasvlieg (Chrysopa pallens) is een insect uit de familie van de gaasvliegen (Chrysopidae), die tot de orde netvleugeligen (Neuroptera) behoort. 
Chrysopa pallens is voor het eerst wetenschappelijk beschreven door Rambur in 1838.